# Opération Support Hope

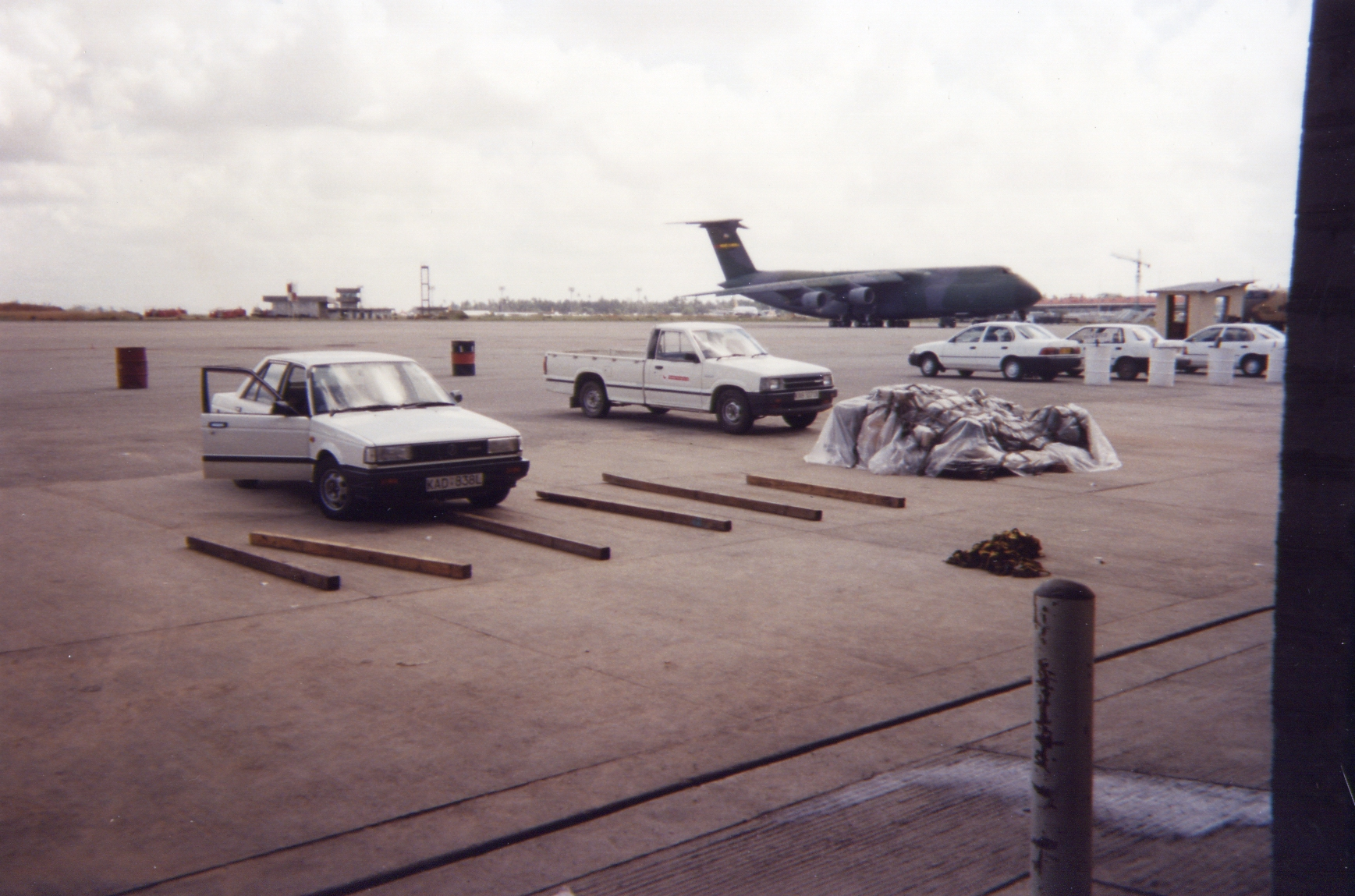
Un C-5B Galaxy participant à l'Opération Support Hope à l'Aéroport international Moi en juillet 1994.

L'opération Support Hope était une opération militaire des États-Unis lancée en 1994 pour fournir une aide immédiate aux réfugiés du génocide rwandais et permettre une transition en douceur vers un programme complet de gestion humanitaire des Nations unies. Les habitants du camp se composaient d'environ deux millions de Hutus, et d'autres communautés, qui avaient fui le Rwanda alors que le Front patriotique rwandais à prédominance tutsie prenait le contrôle du pays. Le 22 juillet 1994, le président Clinton a annoncé l'opération Support Hope.  Deux jours plus tard, des forces américaines ont été transportées par avion à Goma au Zaïre; Kigali au Rwanda; Entebbe en Ouganda; et Mombasa au Kenya. Des officiers de liaison de l'US Air Force ont été affectés à la cellule des opérations aériennes du Haut Commissariat des Nations Unies pour les réfugiés (HCR) à Genève et affectés à des cellules logistiques conjointes et à des centres d'opérations civilo-militaires sur le terrain.
La force avait son siège à Entebbe, avec pour mission de fournir un pont aérien de fret pour compléter les efforts des Nations unies. L'armée américaine a presque immédiatement mis en place un important système d'approvisionnement en eau dans le camp de réfugiés de Goma et a aidé à enterrer les morts. Des fournitures de secours ont été acheminées d'Europe directement vers des destinations africaines par des avions de transport de fret C-5 et C-141, qui ont ensuite rejoint Mombasa en raison de la pénurie de carburant à l'intérieur de l'Afrique, puis sont retournés en Europe. 
Pendant le pic de l'opération Support Hope fin août, les États-Unis ont déployé 2 350 militaires. Environ 15 000 tonnes de fournitures humanitaires ont été livrées par 1 200 sorties de transport aérien, soit environ 60% du tonnage total des missions de transport aérien.[réf. nécessaire]
Le 14 août, le Haut-Commissariat des Nations Unies pour les réfugiés (HCR) a demandé à toutes les agences de suspendre le transport aérien de nourriture vers Goma. L'opération a continué de soutenir d'autres sites au Rwanda. Par arrêté présidentiel, la mission a cessé le 27 septembre et le dernier C-5 impliqué dans le pont aérien a quitté Entebbe le 29 septembre.
Un C-5 a effectué un exploit en réalisant un vol sans escale de 22 heures de Travis Air Force Base, en Californie, à Goma pour livrer un système d'approvisionnement en eau, soutenu par 3 ravitaillements en vol.
Dans le cadre de l'opération Support Hope, l'entreprise américaine de défense Halliburton a gagné 6,3 millions de dollars grâce à sa filiale d'ingénierie et de construction Kellogg Brown & Root (KBR).
Le nom de code de l'opération, Support Hope, a été critiqué comme peu inspirant, ainsi qu'un certain nombre de noms de code récents choisis dans une liste générée par ordinateur.